# Puccinia gigantea
Puccinia gigantea är en svampart som beskrevs av P. Karst. 1879. Puccinia gigantea ingår i släktet Puccinia och familjen Pucciniaceae.   Inga underarter finns listade i Catalogue of Life.